# Albertus
Il carattere tipografico Albertus è stato creato dal tipografo tedesco Berthold Wolpe per la compagnia di caratteri tipografici Monotype Imaging Inc. nel 1940. 
Il suo nome è un omaggio ad Alberto Magno, frate domenicano considerato il più grande filosofo e teologo tedesco del medioevo. 
Carattere con grazie, è stato disegnato in modo da sembrare scavato nel bronzo.
Disponibile anche in grassetto e corsivo.
Una versione leggermente modificata di questo carattere fu usata nella serie TV Il prigioniero: i titoli del giornale del Villaggio, il Tally Ho, tutta la segnaletica dell'isola, e i crediti del telefilm usano una versione di Albertus in cui la "e" minuscola fu alterata in modo da assomigliare alla lettera greca epsilon (ε), e i puntini sopra la "i" e la "j" minuscola furono rimossi.